# Danza pirrica

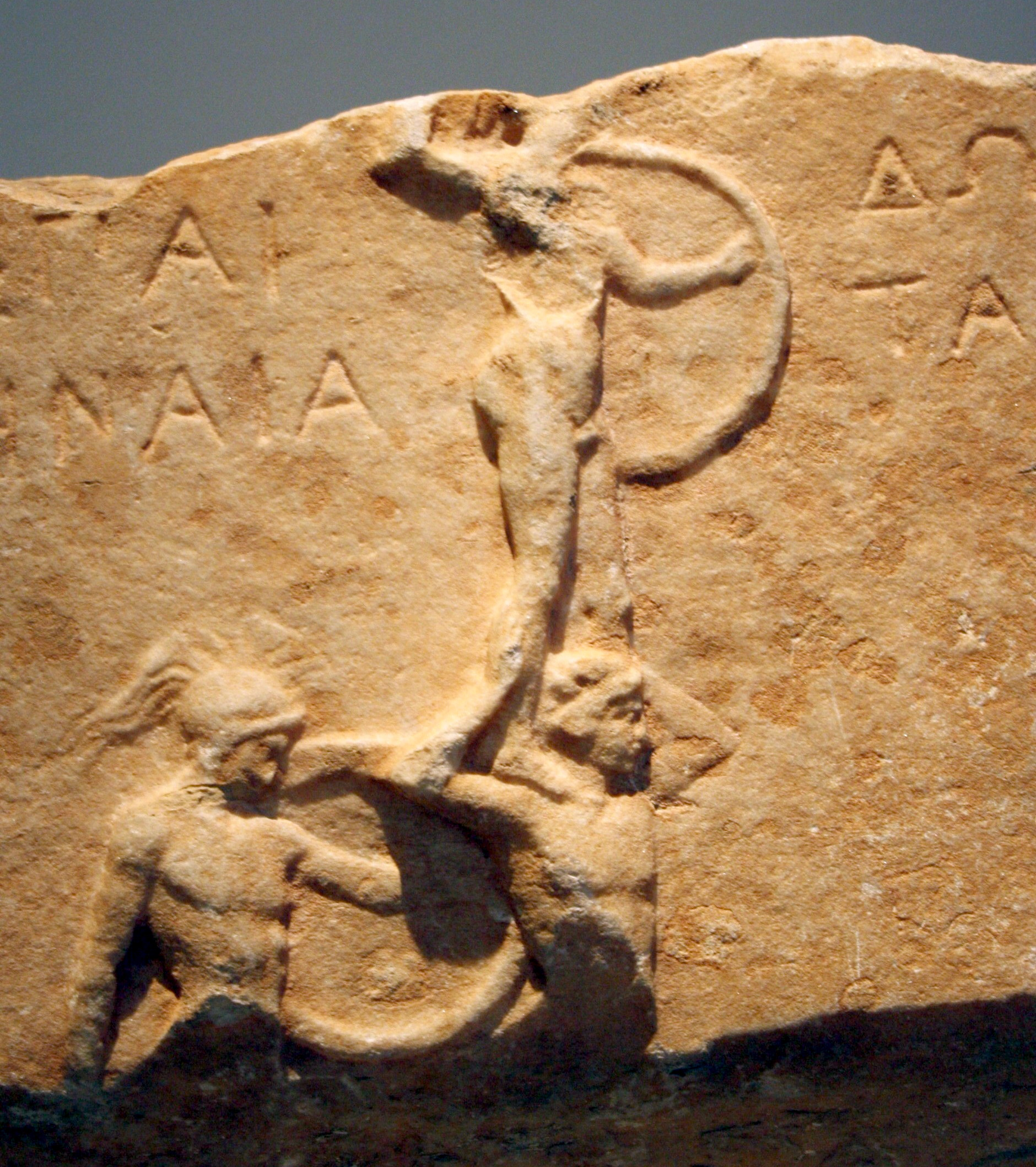
Danza pirrica. Rilievo del 375 a.C. circa.

Ragazza con kalathiskos intenta ad eseguire una danza pirrica, raffigurata in un cratere attico (Museo archeologico nazionale delle Marche)

La pirrica è una danza di guerra in armi di origine greca detta anche ballo con armatura.

## Storia
La danza pirrica ebbe il più grande sviluppo nella città di Lacedemone (Sparta), capitale della Laconia. Probabilmente derivata dai riti organizzati per celebrare le vittorie di guerra e veniva eseguita da giovani, sia come danza individuale sia in gruppo, con armi e armature e con movenze che simulavano le posizioni di attacco e di difesa, accompagnate dalla musica del flauto.
Questa danza aveva però anche lo scopo di esercitare i combattenti aumentandone l'agilità prima della battaglia in cui dovevano confrontarsi con il nemico. Il capo dei guerrieri era infatti anche il capo dei danzatori.

In seguito, la danza divenne una pantomima di imitazione del combattimento, più vicina a una forma di spettacolo. Platone, nelle Leggi, descrive questa danza come una mimica guerriera che rappresenta i differenti momenti del combattimento; iniziava con alcune parate eseguite sia tornando indietro lateralmente, sia indietreggiando, sia saltando, sia abbassandosi. Era eseguita sia da danzatori singoli, sia da due danzatori che si fronteggiavano l'uno all'altro, sia in gruppo numeroso. In questa forma si trattava di una danza schermata, o meglio, di una scherma organizzata coreuticamente che introduceva una nota di virile bellezza nelle feste spartane dei Dioscuri e in altre feste come le Gimnopedie e le Grandi e Piccole Panatenaiche.

## Etimologia
Ci sono molte fonti per l'attribuzione del nome: secondo alcuni deriverebbe dal nome dell'inventore, un tale Pirrico che veniva proprio dalla città di Sparta. La fonte più seguita dagli storici è tuttavia quella di Louis Séchan, che ne fa derivare il nome dall'aggettivo πυρρός, rosso, che è poi il colore delle tuniche dei danzatori. La pirrica sarebbe allora la "danza rossa", ovvero la danza dei guerrieri il cui costume è caratterizzato - fin dalla più lontana antichità e presso i popoli più disparati - dal colore vermiglio del sangue.